# Bąki (ptaki)
Bąki (Botaurinae) – podrodzina ptaków z rodziny czaplowatych (Ardeidae).

## Zasięg występowania
Podrodzina obejmuje gatunki występujące na całym świecie z wyjątkiem obszarów antarktycznych.

## Podział systematyczny
Do podrodziny należą następujące rodzaje:
- Zebrilus Bonaparte, 1855 – jedynym przedstawicielem jest Zebrilus undulatus (J.F. Gmelin, 1789) – bącznik
- Botaurus Stephens, 1819
- Ixobrychus Billberg, 1828